# Limnebius minoricensis
Limnebius minoricensis är en skalbaggsart som beskrevs av Jäch, Valladares och García-avilés 1996. Limnebius minoricensis ingår i släktet Limnebius och familjen vattenbrynsbaggar. Inga underarter finns listade i Catalogue of Life.